# ヴェジーナ賞

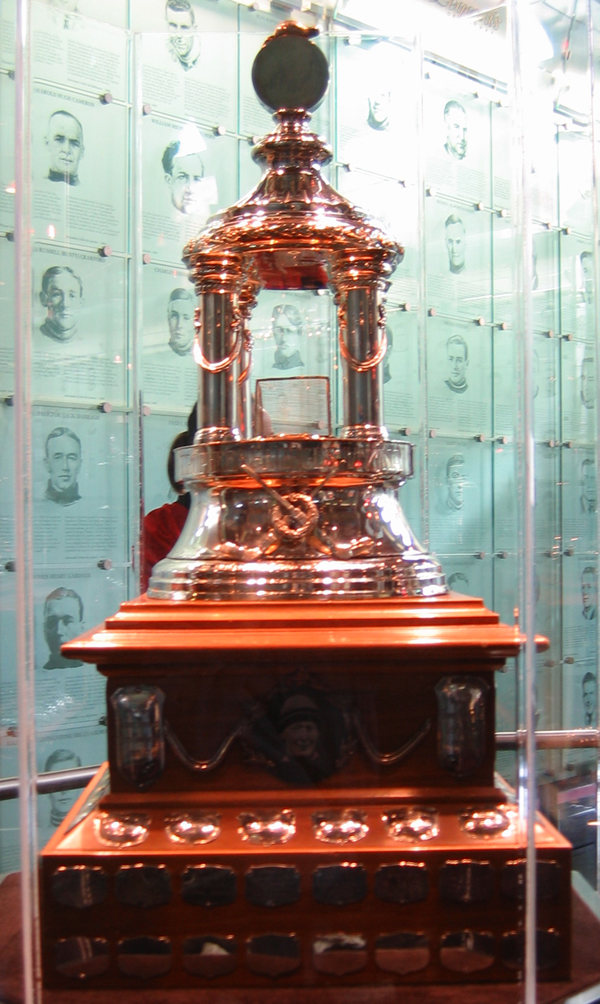
ヴェジーナ賞トロフィー

ヴェジーナ賞（Vezina Trophy）は、NHLシーズンにおいて最高のゴールキーパーに与えられるトロフィーである。1926-27シーズンから表彰されている。

## 概要
名前の由来はジョージ・ヴェジーナ。彼は結核で1926年に死去した。1946-47シーズンから1980-81シーズンまでは最少失点者に与えられたが、1981-82シーズンからチームマネージャーの投票で決定されている。最多受賞者はジャック・プラントの7回。

## 受賞者

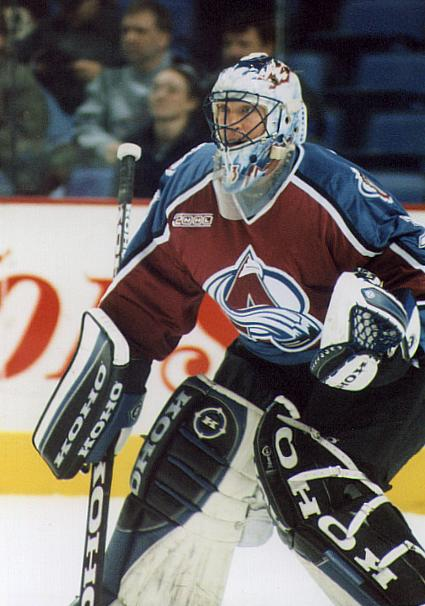
パトリック・ロワ, 3回受賞

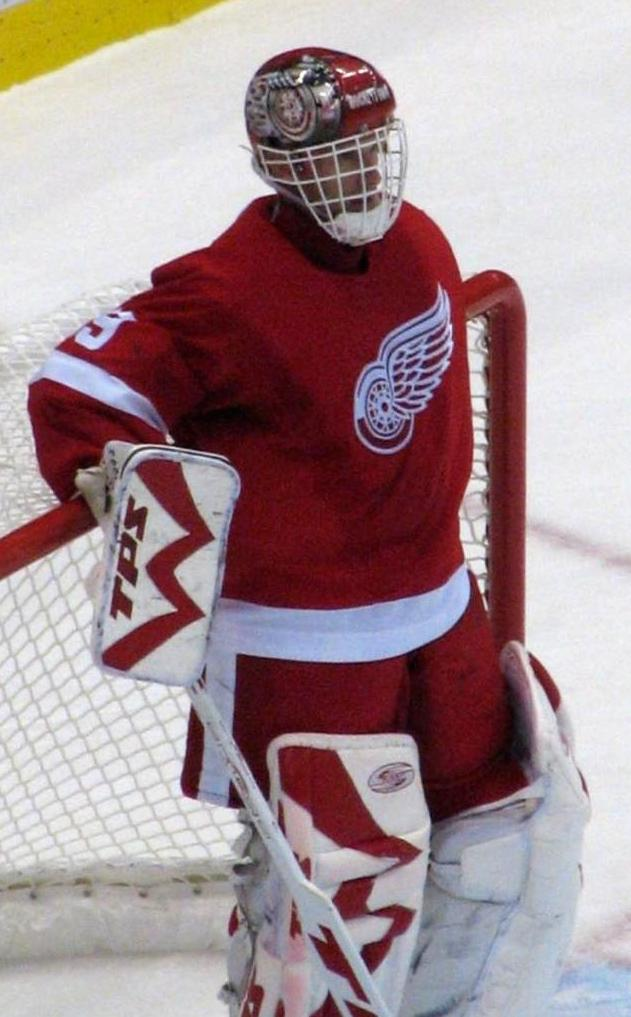
ドミニク・ハシェック, 6回受賞

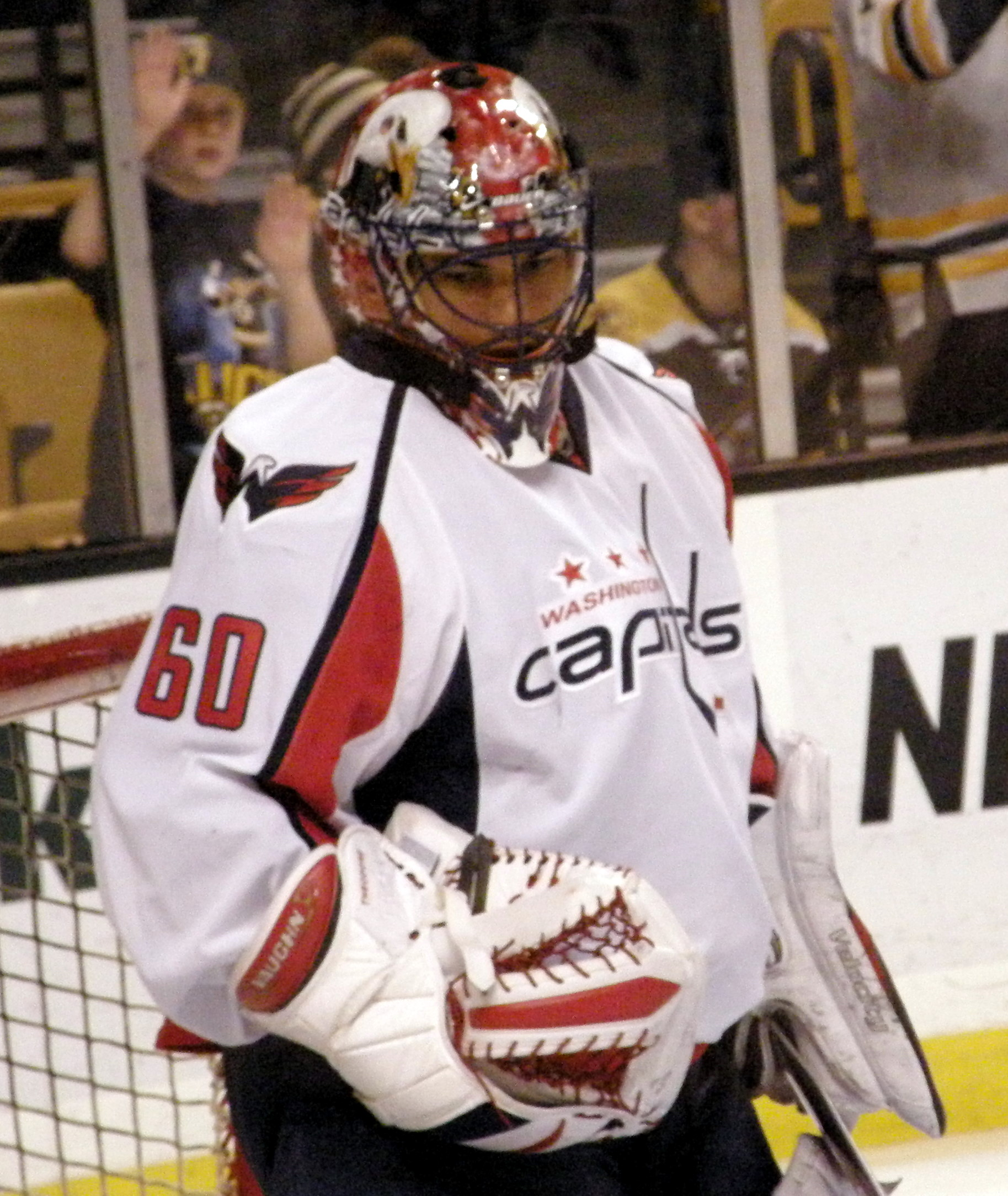
ホセ・セオドア, 1回受賞

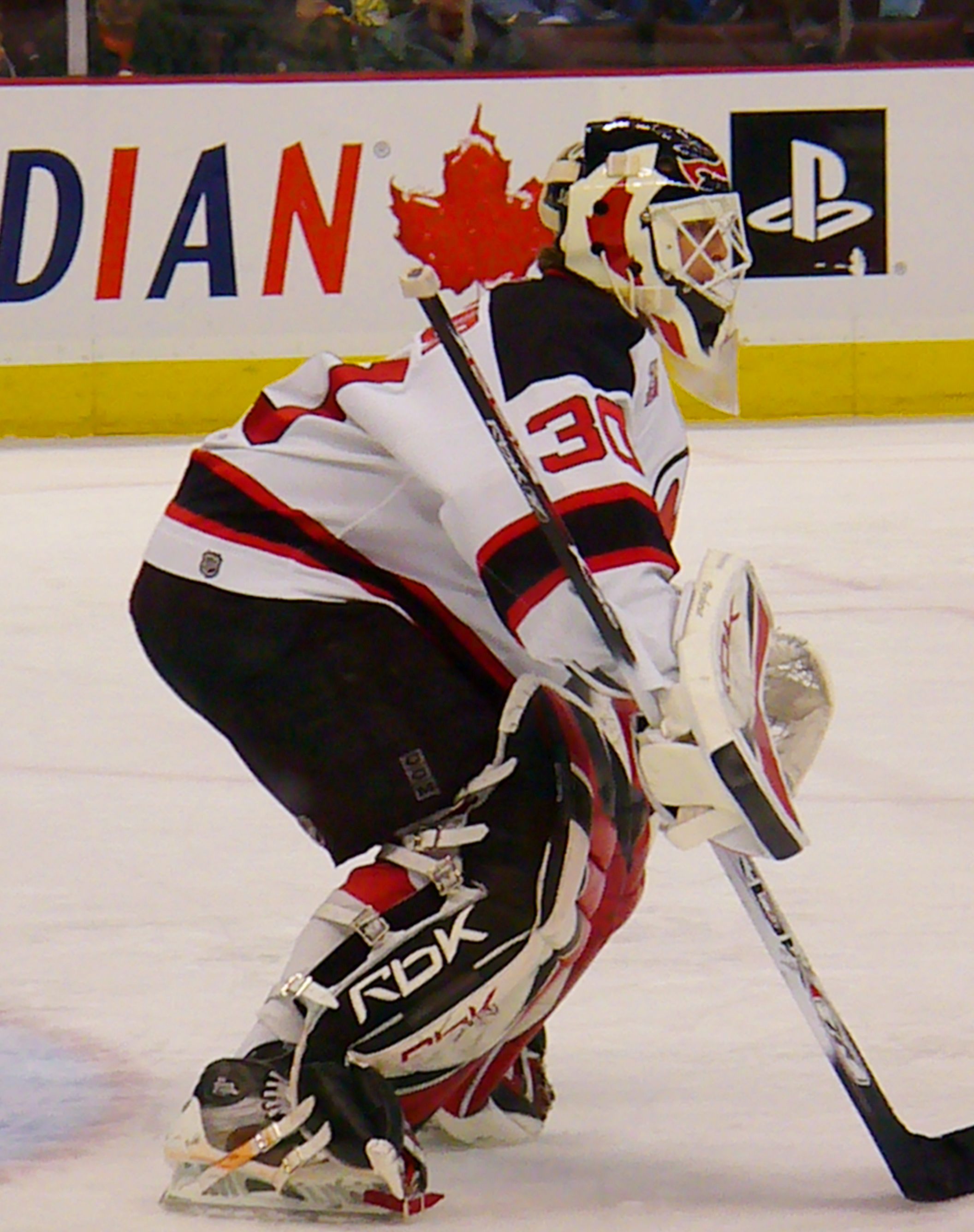
マーティン・ブロデューア, 4回受賞

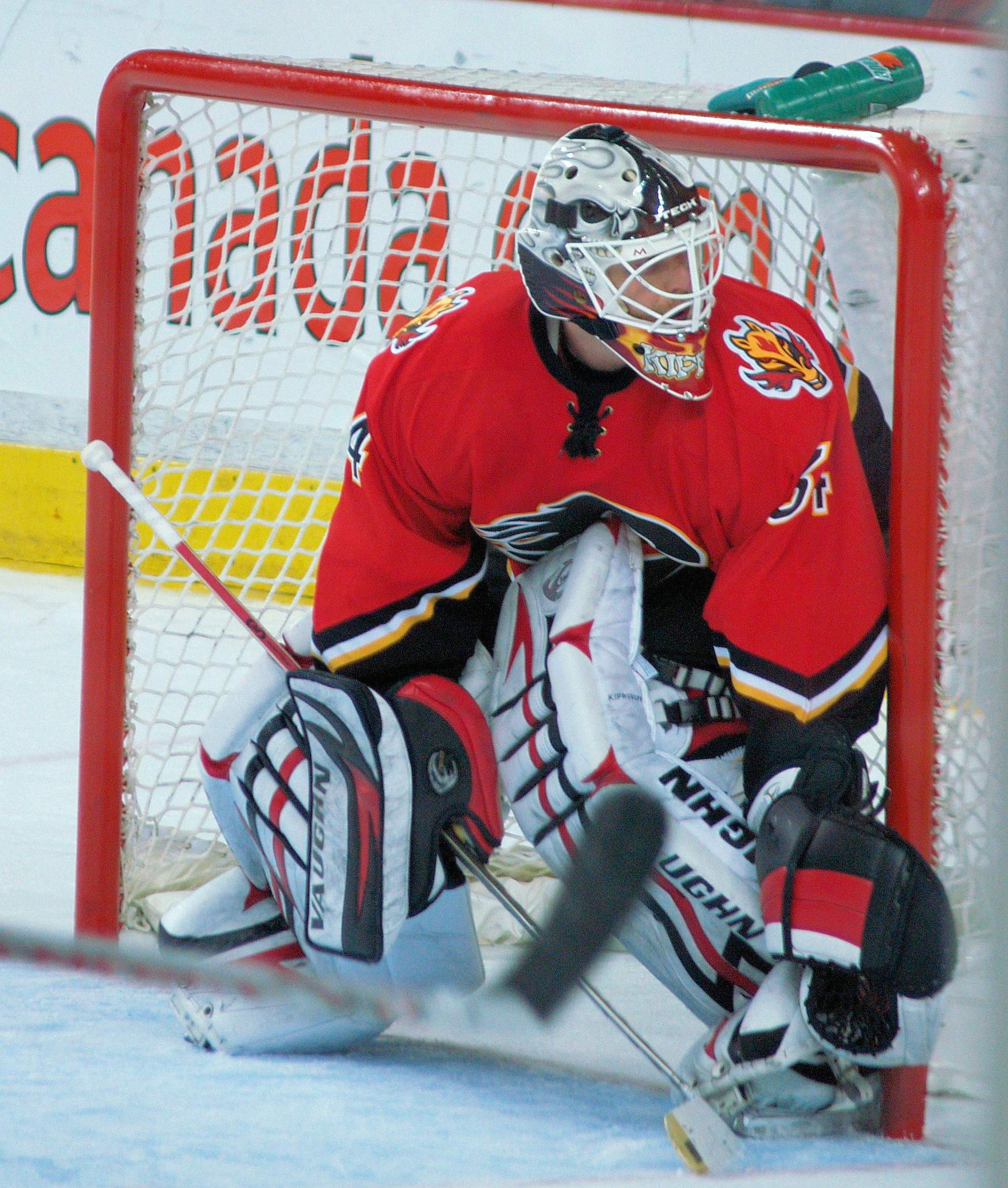
ミーカ・キプルソフ, 1回受賞

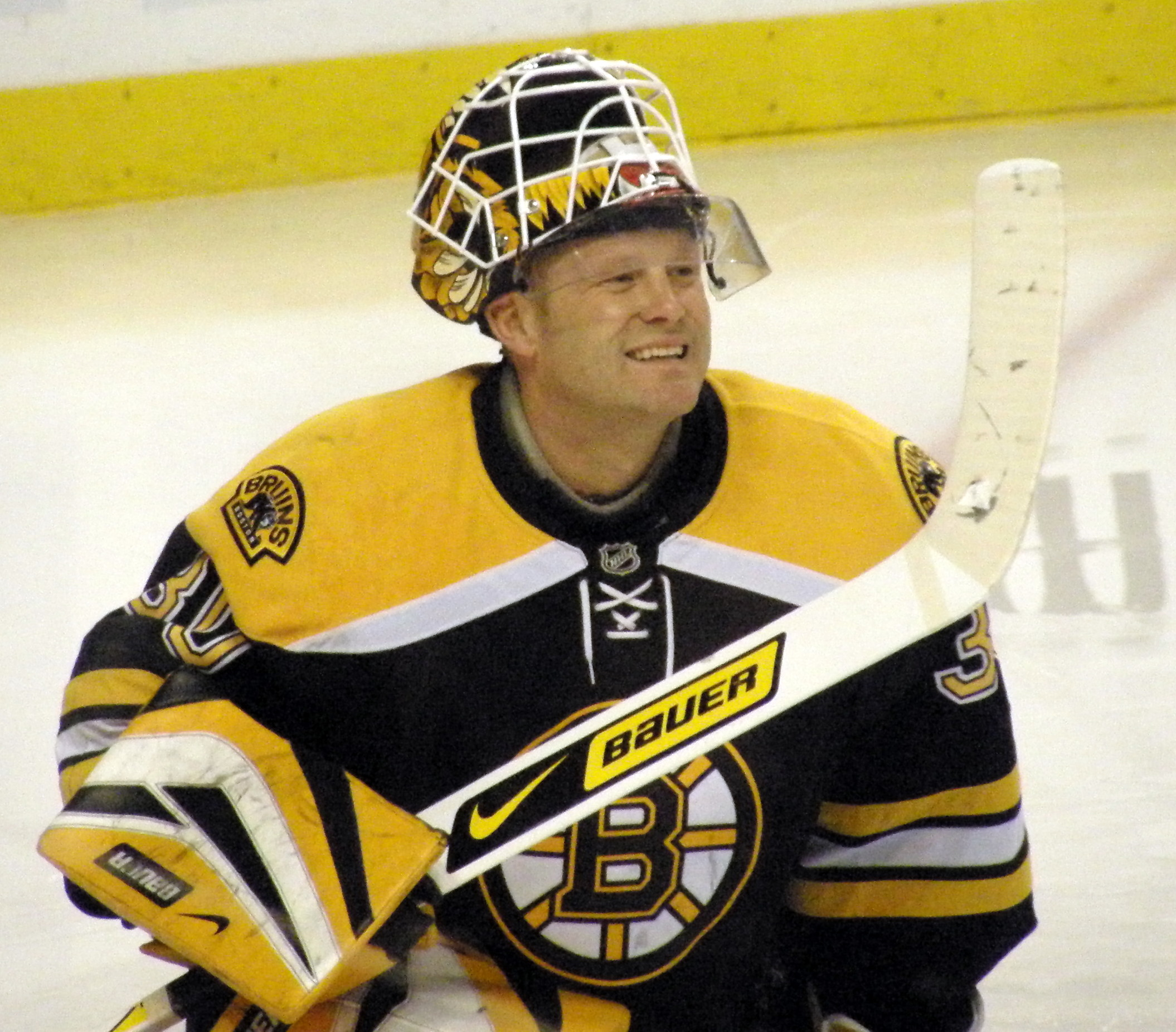
ティム・トーマス, 1回受賞

| シーズン  | 受賞者                                                     | チーム                                                  | 受賞回数                           |
| --------- | ---------------------------------------------------------- | ------------------------------------------------------- | ---------------------------------- |
| 1926-1927 | ジョージ・ヘインズワース                                   | モントリオール・カナディアンズ                          | 1                                  |
| 1927-1928 | ジョージ・ヘインズワース                                   | モントリオール・カナディアンズ                          | 2                                  |
| 1928-1929 | ジョージ・ヘインズワース                                   | モントリオール・カナディアンズ                          | 3                                  |
| 1929-1930 | タイニー・トンプソン                                       | ボストン・ブルーインズ                                  | 1                                  |
| 1930-1931 | ロイ・ワーターズ                                           | ニューヨーク・アメリカンズ                              | 1                                  |
| 1931-1932 | チャーリー・ガーディナー                                   | シカゴ・ブラックホークス                                | 1                                  |
| 1932-1933 | タイニー・トンプソン                                       | ボストン・ブルーインズ                                  | 2                                  |
| 1933-1934 | チャーリー・ガーディナー                                   | シカゴ・ブラックホークス                                | 2                                  |
| 1934-1935 | ローン・シャボー                                           | シカゴ・ブラックホークス                                | 1                                  |
| 1935-1936 | タイニー・トンプソン                                       | ボストン・ブルーインズ                                  | 3                                  |
| 1936-1937 | ノーミー・スミス                                           | デトロイト・レッドウィングス                            | 2                                  |
| 1937-1938 | タイニー・トンプソン                                       | ボストン・ブルーインズ                                  | 4                                  |
| 1938-1939 | フランク・ブリムセック                                     | ボストン・ブルーインズ                                  | 1                                  |
| 1939-1940 | デイブ・カー                                               | ニューヨーク・レンジャース                              | 1                                  |
| 1940-1941 | ターク・ブローダ                                           | トロント・メープルリーフス                              | 1                                  |
| 1941-1942 | フランク・ブリムセック                                     | ボストン・ブルーインズ                                  | 2                                  |
| 1942-1943 | ジョニー・モワーズ                                         | デトロイト・レッドウィングス                            | 1                                  |
| 1943-1944 | ビル・ダーナン                                             | モントリオール・カナディアンズ                          | 1                                  |
| 1944-1945 | ビル・ダーナン                                             | モントリオール・カナディアンズ                          | 2                                  |
| 1945-1946 | ビル・ダーナン                                             | モントリオール・カナディアンズ                          | 3                                  |
| 1946-1947 | ビル・ダーナン                                             | モントリオール・カナディアンズ                          | 4                                  |
| 1947-1948 | ターク・ブローダ                                           | トロント・メープルリーフス                              | 2                                  |
| 1948-1949 | ビル・ダーナン                                             | モントリオール・カナディアンズ                          | 5                                  |
| 1949-1950 | ビル・ダーナン                                             | モントリオール・カナディアンズ                          | 6                                  |
| 1950-1951 | アル・ロリンズ                                             | トロント・メープルリーフス                              | 1                                  |
| 1951-1952 | テリー・ソーチャック                                       | デトロイト・レッドウィングス                            | 1                                  |
| 1952-1953 | テリー・ソーチャック                                       | デトロイト・レッドウィングス                            | 2                                  |
| 1953-1954 | ビル・ダーナン                                             | モントリオール・カナディアンズ                          | 6                                  |
| 1954-1955 | テリー・ソーチャック                                       | デトロイト・レッドウィングス                            | 3                                  |
| 1955-1956 | ジャック・プラント                                         | モントリオール・カナディアンズ                          | 1                                  |
| 1956-1957 | ジャック・プラント                                         | モントリオール・カナディアンズ                          | 2                                  |
| 1957-1958 | ジャック・プラント                                         | モントリオール・カナディアンズ                          | 3                                  |
| 1958-1959 | ジャック・プラント                                         | モントリオール・カナディアンズ                          | 4                                  |
| 1959-1960 | ジャック・プラント                                         | モントリオール・カナディアンズ                          | 5                                  |
| 1960-1961 | ジョニー・バウワー                                         | トロント・メープルリーフス                              | 1                                  |
| 1961-1962 | ジャック・プラント                                         | モントリオール・カナディアンズ                          | 6                                  |
| 1962-1963 | グレン・ホール                                             | シカゴ・ブラックホークス                                | 1                                  |
| 1963-1964 | チャーリー・ホッジ                                         | モントリオール・カナディアンズ                          | 1                                  |
| 1964-1965 | ジョニー・バウワー テリー・ソーチャック                    | トロント・メープルリーフス                              | 2 4                                |
| 1965-1966 | ガンプ・ワースリー チャーリ－・ホッジ                      | モントリオール・カナディアンズ                          | 1 2                                |
| 1966-1967 | グレン・ホール デニス・デジョーディ                        | シカゴ・ブラックホークス                                | 2 1                                |
| 1967-1968 | ガンプ・ワースリー ロガシアン・ヴァション                  | モントリオール・カナディアンズ                          | 2 1                                |
| 1968-1969 | グレン・ホール ジャック・プラント                          | セントルイス・ブルース                                  | 3 7                                |
| 1969-1970 | トニー・エスポジト                                         | シカゴ・ブラックホークス                                | 1                                  |
| 1970-1971 | エディ・ジャコミン Gilles Villemure                        | トロント・メープルリーフス                              | 2 1                                |
| 1971-1972 | トニー・エスポジト ゲイリー・スミス                        | シカゴ・ブラックホークス                                | 2 1                                |
| 1972-1973 | ケン・ドライデン                                           | モントリオール・カナディアンズ                          | 1                                  |
| 1973-1974 | トニー・エスポジト バーニー・ペアレント                    | シカゴ・ブラックホークス フィラデルフィア・フライヤーズ | 3 1                                |
| 1974-1975 | バーニー・ペアレント                                       | フィラデルフィア・フライヤーズ                          | 2                                  |
| 1975-1976 | ケン・ドライデン                                           | モントリオール・カナディアンズ                          | 2                                  |
| 1976-1977 | ケン・ドライデン ミシェル・ラロック                        | モントリオール・カナディアンズ                          | 3 1                                |
| 1977-1978 | ケン・ドライデン ミシェル・ラロック                        | モントリオール・カナディアンズ                          | 4 2                                |
| 1978-1979 | ケン・ドライデン ミシェル・ラロック                        | モントリオール・カナディアンズ                          | 5 3                                |
| 1979-1980 | ドン・エドワーズ ボブ・ソーヴ                              | バッファロー・セイバーズ                                | 1                                  |
| 1980-1981 | デニス・ヘロン ミシェル・ラロック リチャード・セヴィグニー | モントリオール・カナディアンズ                          | 1 4 1                              |
| 1981-1982 | ビリー・スミス                                             | ニューヨーク・アイランダース                            | 1                                  |
| 1982-1983 | ピート・ピーターズ                                         | ボストン・ブルーインズ                                  | 1                                  |
| 1983-1984 | トム・バラッソ                                             | バッファロー・セイバーズ                                | 1                                  |
| 1984-1985 | ペレ・リンドベルグ                                         | フィラデルフィア・フライヤーズ                          | 1                                  |
| 1985-1986 | ジョン・ヴァンビースブルック                               | ニューヨーク・レンジャース                              | 1                                  |
| 1986-1987 | ロン・ヘクストール                                         | フィラデルフィア・フライヤーズ                          | 1                                  |
| 1987-1988 | グラント・フール                                           | エドモントン・オイラーズ                                | 1                                  |
| 1988-1989 | パトリック・ロワ                                           | モントリオール・カナディアンズ                          | 1                                  |
| 1989-1990 | パトリック・ロワ                                           | モントリオール・カナディアンズ                          | 2                                  |
| 1990-1991 | エド・ベルフォア                                           | シカゴ・ブラックホークス                                | 1                                  |
| 1991-1992 | パトリック・ロワ                                           | モントリオール・カナディアンズ                          | 3                                  |
| 1992-1993 | エド・ベルフォア                                           | シカゴ・ブラックホークス                                | 2                                  |
| 1993-1994 | ドミニク・ハシェック                                       | バッファロー・セイバーズ                                | 1                                  |
| 1994-1995 | ドミニク・ハシェック                                       | バッファロー・セイバーズ                                | 1                                  |
| 1995-1996 | ジム・キャリー                                             | ワシントン・キャピタルズ                                | 1                                  |
| 1996-1997 | ドミニク・ハシェック                                       | バッファロー・セイバーズ                                | 3                                  |
| 1997-1998 | ドミニク・ハシェック                                       | バッファロー・セイバーズ                                | 4                                  |
| 1998-1999 | ドミニク・ハシェック                                       | バッファロー・セイバーズ                                | 5                                  |
| 1999-2000 | オラフ・コルジグ                                           | ワシントン・キャピタルズ                                | 1                                  |
| 2000-2001 | ドミニク・ハシェック                                       | バッファロー・セイバーズ                                | 6                                  |
| 2001-2002 | ホセ・セオドア                                             | モントリオール・カナディアンズ                          | 1                                  |
| 2002-2003 | マーティン・ブロデューア                                   | ニュージャージー・デビルス                              | 1                                  |
| 2003-2004 | マーティン・ブロデューア                                   | ニュージャージー・デビルス                              | 2                                  |
| 2004–05   | リーグロックアウトのため受賞者なし                         | リーグロックアウトのため受賞者なし                      | リーグロックアウトのため受賞者なし |
| 2005-2006 | ミーカ・キプルソフ                                         | カルガリー・フレームス                                  | 1                                  |
| 2006-2007 | マーティン・ブロデューア                                   | ニュージャージー・デビルス                              | 3                                  |
| 2007-2008 | マーティン・ブロデューア                                   | ニュージャージー・デビルス                              | 4                                  |
| 2008-2009 | ティム・トーマス                                           | ボストン・ブルーインズ                                  | 1                                  |
| 2009-2010 | ライアン・ミラー                                           | バッファロー・セイバーズ                                | 1                                  |
| 2010-2011 | ティム・トーマス                                           | ボストン・ブルーインズ                                  | 2                                  |
| 2011–12   | ヘンリク・ルンドクビスト                                   | ニューヨーク・レンジャース                              | 1                                  |
| 2012–13   | セルゲイ・ボブロフスキー                                   | コロンバス・ブルージャケッツ                            | 1                                  |
| 2013–14   | テュカ・ラスク                                             | ボストン・ブルーインズ                                  | 1                                  |
| 2014–15   | キャリー・プライス                                         | モントリオール・カナディアンズ                          | 1                                  |
| 2015–16   | ブラデン・ホルトビー                                       | ワシントン・キャピタルズ                                | 1                                  |
| 2016–17   | セルゲイ・ボブロフスキー                                   | コロンバス・ブルージャケッツ                            | 2                                  |
| 2017–18   | ペッカ・リンネ                                             | ナッシュビル・プレデターズ                              | 1                                  |
| 2018–19   | アンドレイ・バシレフスキー                                 | タンパベイ・ライトニング                                | 1                                  |
| 2019–20   | Connor Hellebuyck                                          | Winnipeg Jets                                           | 1                                  |
| 2020–21   | Marc-Andre Fleury                                          | Vegas Golden Knights                                    | 1                                  |
| 2021–22   | Igor Shestyorkin                                           | ニューヨーク・レンジャース                              | 1                                  |